# Kirchweiler

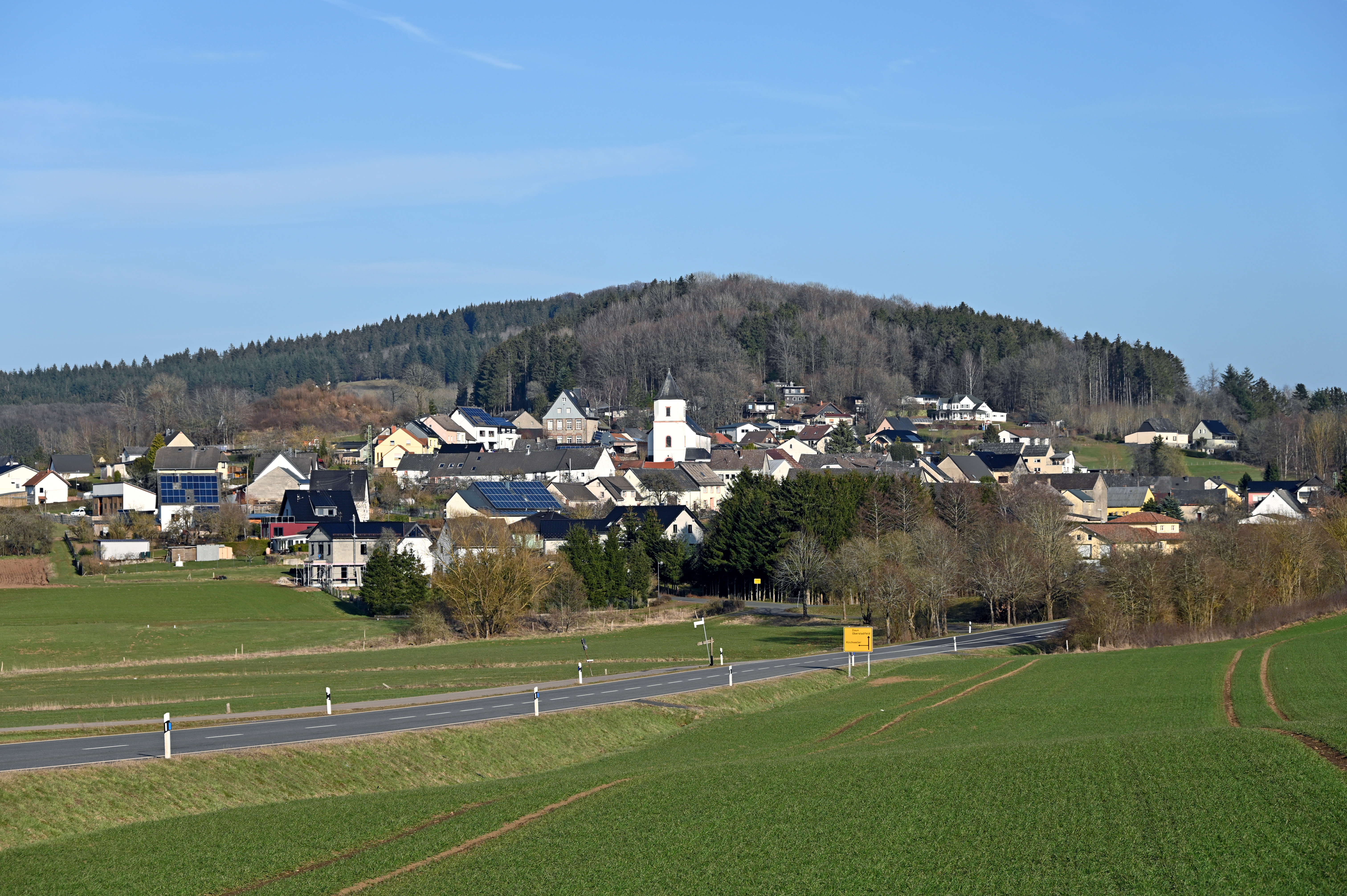
Kirchweiler von Westen

Kirchweiler ist eine Ortsgemeinde im Landkreis Vulkaneifel in Rheinland-Pfalz. Sie gehört der Verbandsgemeinde Daun an.

## Geographie
Der Ort liegt westlich des Schartebergs. Zu Kirchweiler gehört auch der Wohnplatz Hammeshof.

## Geschichte
Die Ortschaft erscheint in den Urkunden erstmals im Jahre 1201, als ein Adeliger aus Berlingen der Abtei Himmerod ein Gut bei Kirchweiler vermachte. Unbestrittener Landesherr war ab 1398 das Erzstift Trier. Im Trierer Feuerbuch von 1563 registrierte man 16 Feuerstellen. Die Zahl sank im Zuge der Pest und dem Dreißigjährigen Krieg bis 1654 auf nur noch 6 Haushalte ab. 1684 konnte bereits eine Steigerung auf 10 festgestellt werden, was in etwa 50 Einwohnern entsprechen würde. Zu dieser Zeit lebten die Einwohner Kirchweilers hauptsächlich von der Landwirtschaft. In diesem Bereich waren 1624 11 der 13 Haushalte tätig, daneben gab es einen Handwerker und einen Einwohner ohne Beruf. Die Bevölkerung wuchs bis ins 19. Jahrhundert weiter an. Kirchweiler kam 1815 zum Königreich Preußen. 1862 lebten 376 Menschen in Kirchweiler. Seit 1946 ist der Ort Teil des Landes Rheinland-Pfalz.
Bevölkerungsentwicklung
Die Entwicklung der Einwohnerzahl von Kirchweiler, die Werte von 1871 bis 1987 beruhen auf Volkszählungen:
| Jahr | Einwohner |
| ---- | --------- |
| 1815 | 280       |
| 1835 | 358       |
| 1871 | 421       |
| 1905 | 428       |
| 1939 | 441       |
| 1950 | 453       |
| 1961 | 481       |

| Jahr | Einwohner |
| ---- | --------- |
| 1970 | 459       |
| 1987 | 429       |
| 1997 | 400       |
| 2005 | 374       |
| 2011 | 360       |
| 2017 | 380       |
| 2023 | 417       |

## Politik

### Bürgermeister
Rainer Berlingen wurde am 22. August 2019 Ortsbürgermeister von Kirchweiler. Bei der Direktwahl am 26. Mai 2019 war er mit einem Stimmenanteil von 69,96 % für fünf Jahre gewählt worden. Er wurde im Juni 2024 wiedergewählt.
Berlingens Vorgänger Reiner Roos hatte das Amt von 2014 bis 2019 ausgeübt.